# Orphinus terminalis
Orphinus terminalis is een keversoort uit de familie spektorren (Dermestidae). De wetenschappelijke naam van de soort werd in 1885 gepubliceerd door David Sharp in Blackburn & Sharp.